# جيسي هيستر
جيسي هيستر (بالإنجليزية: Jessie Hester) هو لاعب كرة قدم أمريكية أمريكي، ولد في 21 يناير 1963 في بل غليد في الولايات المتحدة.

## وصلات خارجية
- جيسي هيستر على موقع مرجع كرة القدم المحترفة.كوم (الإنجليزية)